# Брунен (Баварска)
Брунен (њем. Brunnen) општина је у њемачкој савезној држави Баварска. Једно је од 18 општинских средишта округа Нојбург-Шробенхаузен. Према процјени из 2010. у општини је живјело 1.563 становника. Посједује регионалну шифру (AGS) 9185123.

## Географски и демографски подаци
Брунен се налази у савезној држави Баварска у округу Нојбург-Шробенхаузен. Општина се налази на надморској висини од 391 метра. Површина општине износи 32,1 km². У самом мјесту је, према процјени из 2010. године, живјело 1.563 становника. Просјечна густина становништва износи 49 становника/km².